# Нигибнебяяха
Нигибнебяяха (устар. Нигибнебя-Яха) — река в России, протекает по территории Пуровского района Ямало-Ненецком автономном округе. Устье реки находится в 48 км по правому берегу реки Ямсовей. Длина реки — 138 км, площадь водосборного бассейна — 1270 км².

## Притоки
(км от устья)
- Нядокуяха (пр)
- Камъяха (лв)
- 23 км Енбюдаяха (лв)
- 42 км Нюдя-Тыдэотта (лв)
- 65 км Чинкуяха (пр)
- Сармикъяха (лв)
- 111 км: Тыдылсовояха (лв)
- 111 км: Вонгаяха (пр)
- 122 км Нигибнебятарка (лв)

## Данные водного реестра
По данным государственного водного реестра России относится к Нижнеобскому бассейновому округу, водохозяйственный участок реки — Пур. Речной бассейн реки — Пур.
Код объекта в государственном водном реестре — 15040000112115300060046.